# Lidožraví lvi z Tsava

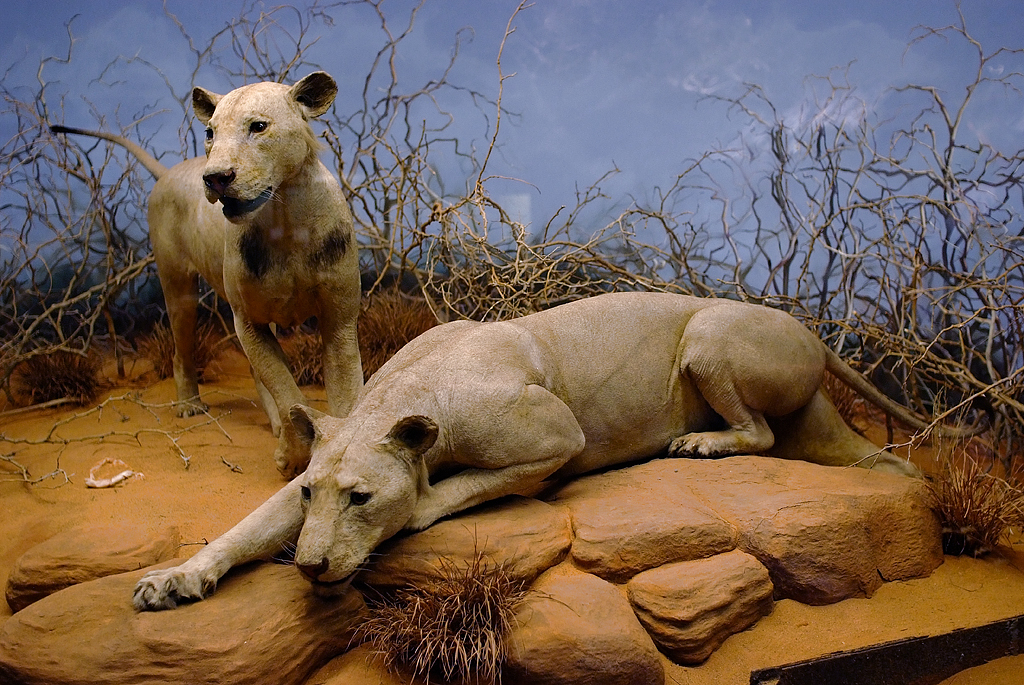
Rekonstrukce obou lidožroutů na diorámatu ve Field Museum of Natural History (Chicago)

Jako lidožrouti z Tsava se označuje dvojice lvů (bezhřívých samců), kteří v roce 1898 zabili několik desítek dělníků pracujících na stavbě železnice mezi Keňou a Ugandou.

## Historie

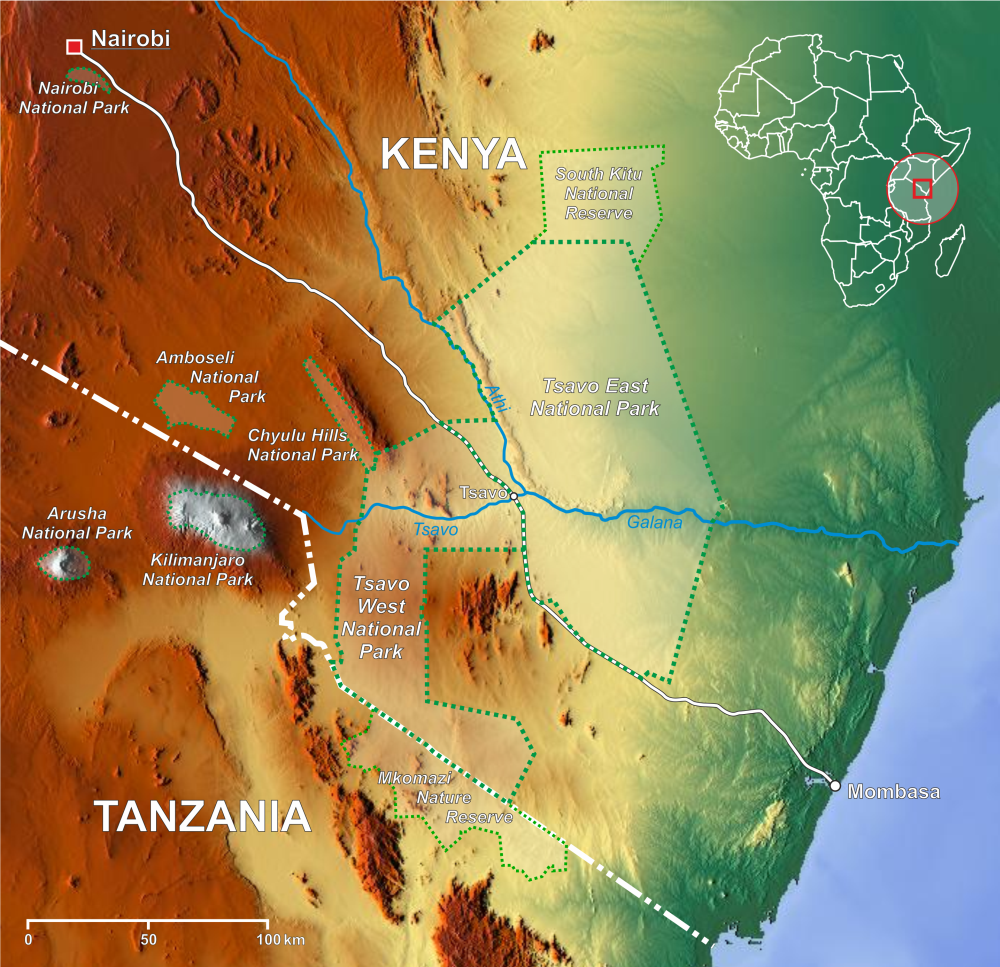
Mapa ukazuje místo, kde železnice z Mombasy protíná řeku Tsavo, a kde byl stavěn most. Je zde vidět i poloha současných Národních parků Tsavo.

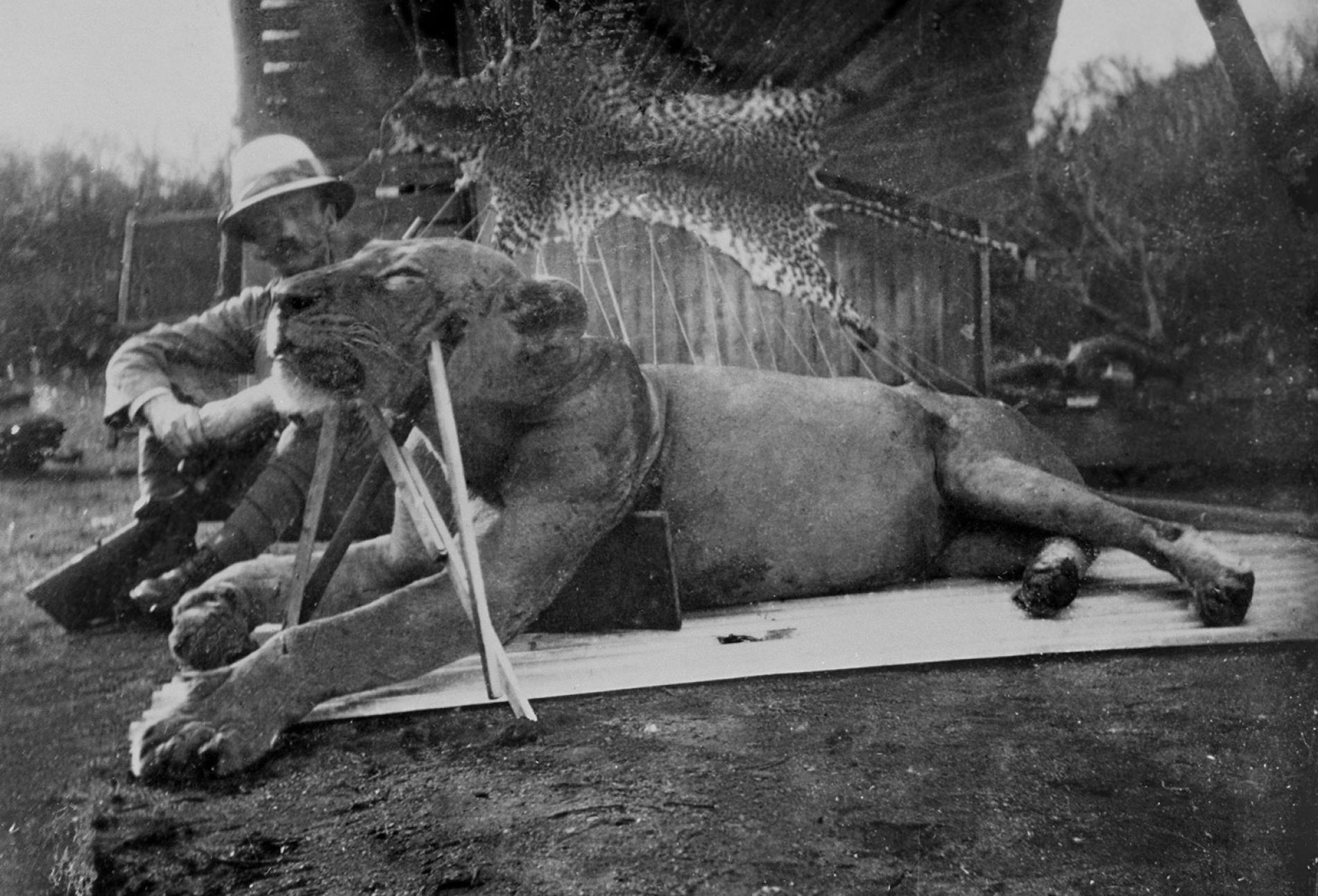
Podplukovník Patterson a jím první zabitý lev

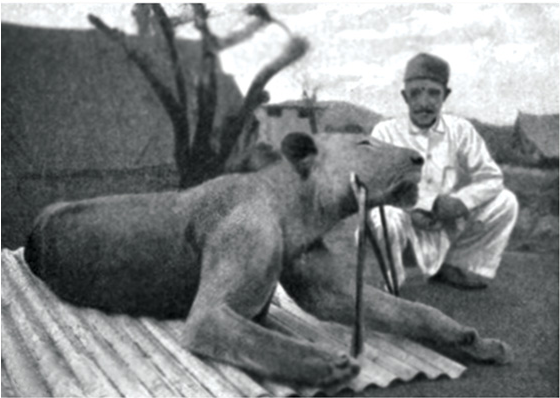
Druhý lev vystavený po usmrcení

Od roku 1896 budovali Britové železniční spojení mezi přístavem Kilindini (Mombasa) a Viktoriiným jezerem. V březnu 1898 dorazili dělníci k řece Tsavo (východní Keňa) a započali se stavbou mostu. Práci provádělo několik tisíc převážně indických dělníků (tzv. kuliů), kteří bydleli v několika táborech. Projekt měl na starost podplukovník John Henry Patterson, jenž na místo stavby dorazil jen krátce předtím, než začaly útoky. Od března po dalších několik měsíců napadali dělníky dva bezhříví lví samci. Přicházeli v noci, tahali muže ze stanů a požírali. Na čas došlo k přerušení útoků, ale jelikož právě v té době bylo napadení lvy zaznamenáno i v další oblasti poblíž, je možné, že samci se dočasně přesunuli tam.
Po tomto přerušení se útoky ještě zintenzivnily, prakticky každý den byl někdo usmrcen. Osazenstvo táborů zkoušelo různé metody, jak lvy zastavit: byly rozdělávány ohně, tábory byly ohrazeny trnovými ploty z akáciových větví, ozbrojený Patterson a někteří další drželi hlídku. Byly zbudovány dřevěné sklápěcí pasti. Patterson se rovněž pokusil otrávit maso jako návnadu. Bez účinku. Lvi se ohňů nebáli a plot buď přeskočili, podplazili se pod ním, či se prodrali skrz něj. Ačkoli byl jeden chycen i do pasti, podařilo se mu uniknout. Zpočátku útočil vždy jen jeden lev, ale později vstupovali do tábora oba zároveň a každý si odnášel jednu oběť, kterou pak požírali i velmi blízko tábora.
Jak útoky nabíraly na síle, stovky dělníků z oblasti uprchly a celá stavba mostu se zastavila. Až tehdy se do problému vložily koloniální úřady. Jeden ze lvů nicméně napadl místního okresního důstojníka Whiteheada krátce po jeho příjezdu 2. prosince 1898 a usmrtil jeho asistenta Abdullaha. Whitehead byl zraněn, když mu lev tlapou roztrhl záda. Britské úřady poslaly další lidi včetně 20 ozbrojených indických vojáků (tzv. sepoyů). Patterson nechal nalíčit pasti a podnikl několik pokusů zastřelit lvy ze stromů.
Po několika neúspěších se 9. prosince 1898 povedlo zabít prvního lva. Patterson ho nejprve poranil na noze a poté, co se lev snažil na něj zaútočit, ho trefil přímo do srdce. Druhý byl zabit o dvacet dní později, když ho v rozmezí dvanácti dnů postupně zasáhlo 6 kulek. Až do poslední chvíle se lev snažil Pattersona napadnout. Dělníci se poté vrátili na stavbu a most v lednu 1899 dokončili.

### Oběti
Přesný počet lidí zabitých lvy není znám. Odhady samotného Pattersona se značně liší. V roce 1908 udával počet 28 kuliů plus neznámé množství Afričanů, jindy hovořil o 14, případně až o 135 mrtvých. Na základě různých analýz se předpokládá, že tito lvi v kritickém období roku 1898 zabili celkem asi 35 lidí. Vyloučit ovšem nelze ani počty výrazně vyšší.

## Analýza

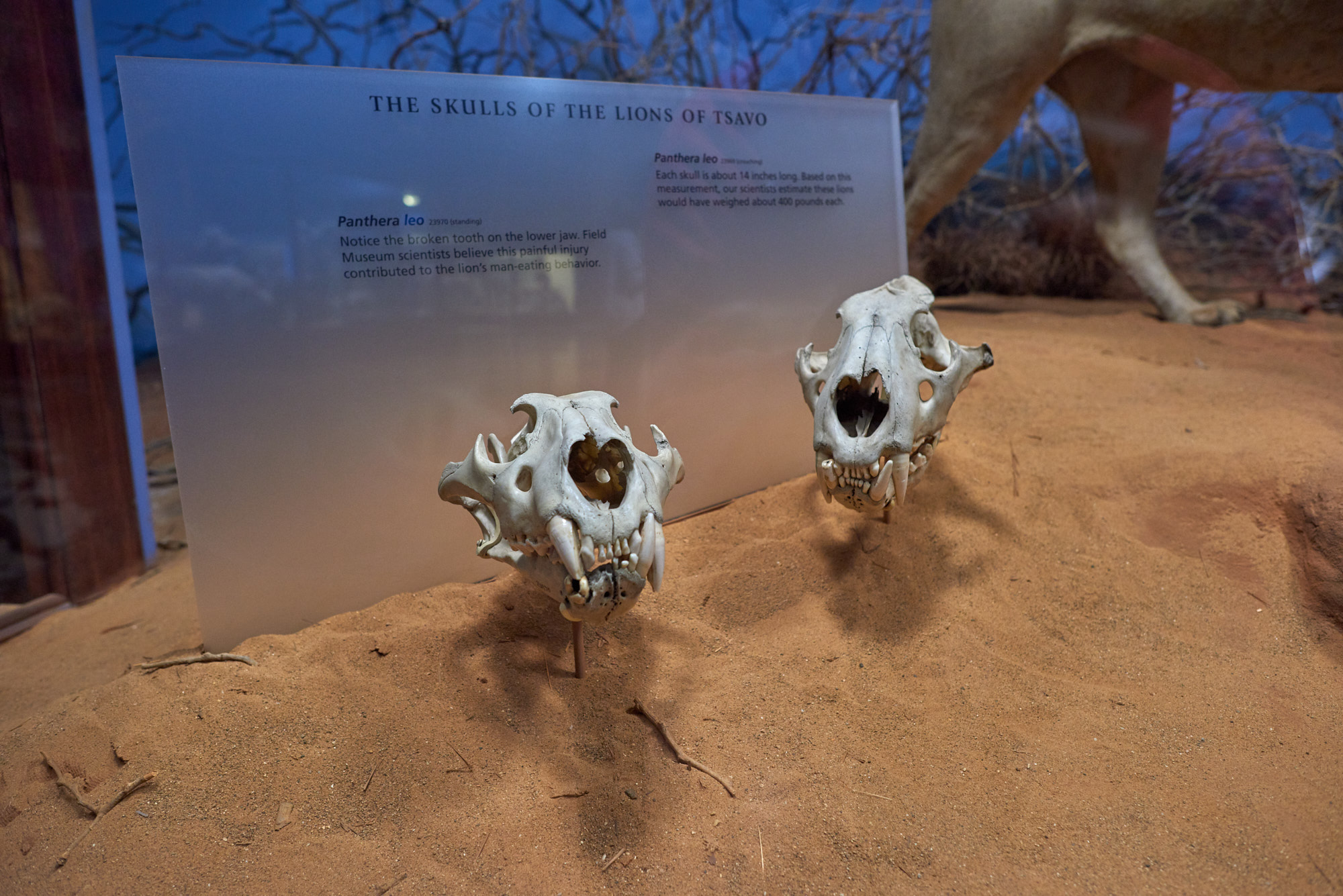
Lebky obou lvů. U první z nich jde vidět výrazné poškození chrupu.

Tyto útoky nejspíše nebyly izolovaným náhodným incidentem. Lidožravost není u lvů neobvyklá, v historii bylo zaznamenáno velké množství případů této specializace (podobně jako u tygrů a levhartů; u jaguárů v podstatně menší míře). Jedná se o naučené chování, které, pokud si lvi osvojí, mohou ho předat i svým potomkům. Naučí se přitom několik postupů, které při útocích na normální kořist neuplatňují. Napadání lidí pak obvykle nepřestane, dokud nejsou všichni lvi útoků se účastnící a jejich potomci zabiti. Útoky lvů na lidi v oblasti Tsava byly zaznamenány již před stavbou mostu v roce 1898 a pokračovaly ještě dlouho potom, minimálně do první světové války (a v omezené míře do 90. let 20. století). V Tsavu a okolí tak dlouho existovala unikátní lví lidožroutská „sociální tradice“.
Vše zřejmě začalo ve druhé polovině 19. století, kdy územím procházely stezky arabských karavan s otroky (navzdory mezinárodním zákazům). Každý rok zde bylo ztraceno odhadem několik desítek tisíc lidí, většinou šlo o mrtvé, nemocné, zraněné či nosiče, kteří byli ponecháni napospas přírodě. V 90. letech navíc vypukla při stavbě železnice epidemie neštovic, která zabila nezjištěné množství místních i kuliů. Mnoho mrtvol nebylo řádně pohřbeno. Přibližně v téže době v oblasti vypukl dobytčí mor, který zahubil mnoho divokých i domácích zvířat, především buvoly, skot a velké antilopy – vše potenciální lví kořist. Došlo rovněž k zajímavé změně krajiny. Jelikož byla většina slonů ve východní Keni vybita kvůli slonovině, rozšířil se křovinatý podrost (místní název pro něj zní nyika) takovým způsobem, že poskytoval lvům skvělé úkryty na přepady ze zálohy a rychlé úniky před možným pronásledováním. Všechny zmíněné faktory nejspíše způsobily to, že se místní lvi naučili konzumovat lidské maso. Někteří moderní autoři zpochybnili dlouho tradované tvrzení (které prosazoval lovec lidožravých tygrů a levhartů Jim Corbett), že lidožravé kočkovité šelmy jsou obvykle staré kusy s ulomenými špičáky, jež se přeorientují na snazší kořist v podobě lidí. Nicméně právě v tomto konkrétním případě mohl mít tento předpoklad své opodstatnění, neboť u obou lvů se našly důkazy o poškozeném chrupu. Jeden z dvojice měl zlomený pravý dolní špičák a zánět v oblasti dolních řezáků, což pro něj mohl být výrazný a bolestivý handicap, který ho mohl zásadně omezovat při zabíjení divokých zvířat. Poškození chrupu druhého lva nebylo vážné. Jinak ovšem byli lvi v dobré kondici a na vrcholu svých sil, jejich stáří bylo odhadnuto na 6,5 až 8,5 let. První lev měřil od čumáku po konec ocasu 295 cm, v ramenou měl 112 cm. Druhý měl 290 cm, ale byl vyšší – v ramenou měřil 122 cm. Svými rozměry šlo o výrazně nadprůměrné jedince, běžně měří lví samci okolo 270 cm na délku a v ramenou cca 90 až 110 cm. Analýza chlupů ukázala, že z oněch 35 lidí zabil lev s poškozeným chrupem nejspíš 24 a jeho druh 11. Ovšem lidé zdaleka netvořili jejich výhradní kořist a během roku 1898 konzumovali i maso zvířat.

## Výstava, odraz v kultuře
Patterson lví kůže vystavoval jako trofejní rohože. V roce 1925 je během cesty po Spojených státech prodal do chicagského Field Museum of Natural History. V muzeu byli vycpáni a bylo z nich vytvořeno dioráma. Lebky byly vystaveny zvlášť.
Útoky v Tsavu se staly námětem pro několik filmů a her. Zde je seznam filmů:

### Filmy
- Men Against the Sun (1952)
- Bwana Devil (1952)
- Killers of Kilimanjaro (1956)
- The Ghost and the Darkness (1996) (česky Lovci lvů) – Val Kilmer zde hraje Johna Henry Pattersona. Lvi zde v rozporu se skutečností mají hřívy.
- Prey (2007)
- Prooi (2016)